# 安杰利纳河

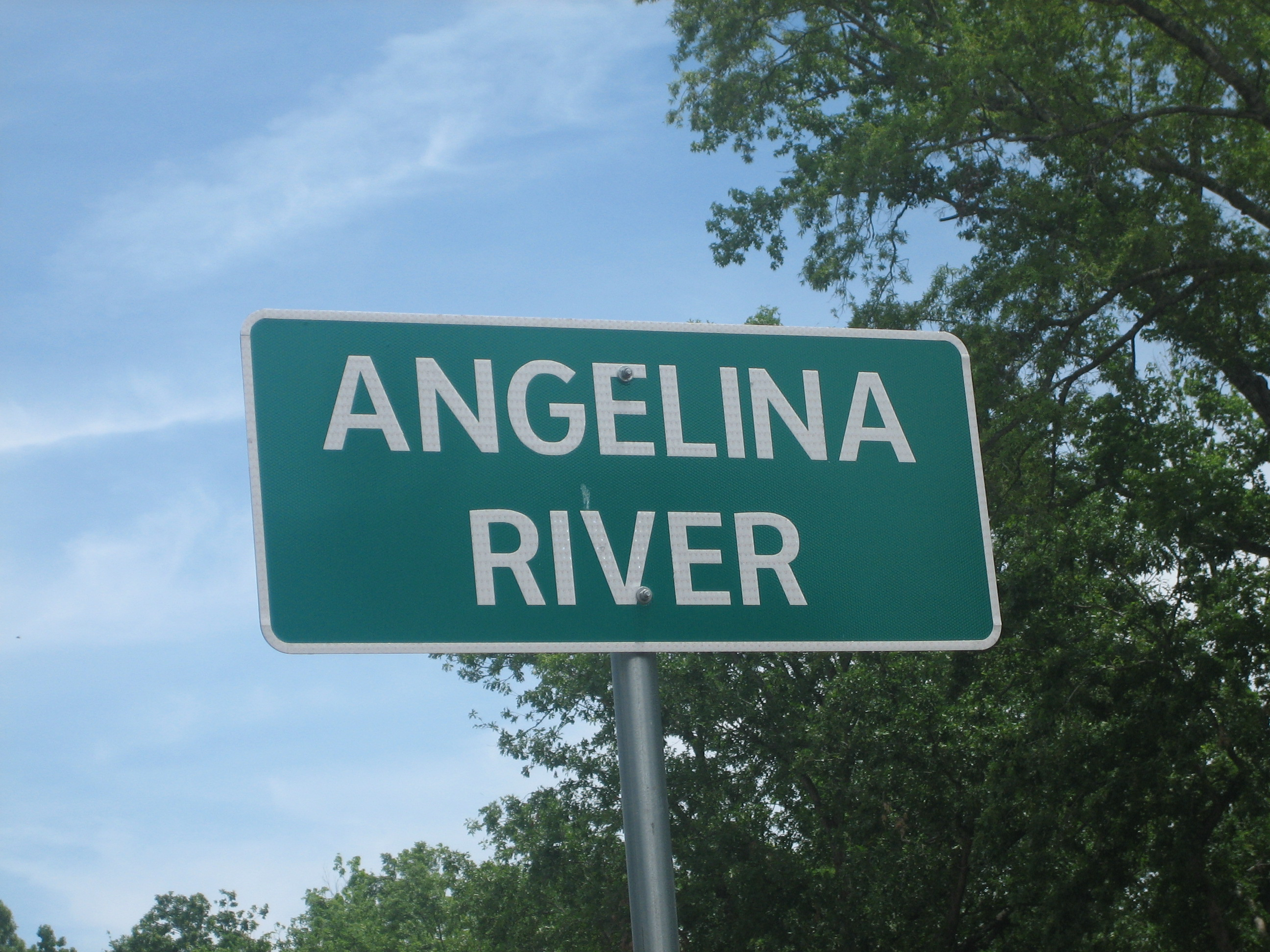
安杰利纳河的标志

安杰利纳河（英語：Angelina River）是一条长约120英里（193）的河流，流经切羅基縣、傑斯帕縣、安傑利納縣和聖奧古斯丁縣 最终在杰斯帕注入内奇斯河。